# Urau
Urau é uma comuna francesa na região administrativa de Occitânia, no departamento de Alta Garona. Estende-se por uma área de 18,45 km². Em 2010 a comuna tinha 122 habitantes (densidade: 6,6 hab./km²).